# Dekanat mogielnicki
Dekanat mogielnicki – jeden z 25 dekanatów rzymskokatolickich archidiecezji warszawskiej wchodzącej w skład metropolii warszawskiej. W skład dekanatu wchodzi 7 parafii:
- św. Prokopa Opata w Błędowie
- św. Michała Archanioła w Goszczynie
- Trójcy Przenajświętszej w Lipiu
- św. Jana Chrzciciela w Łęczeszycach
- Wszystkich Świętych w Michałowicach
- św. Floriana Męczennika w Mogielnicy
- św. Apostołów Piotra i Pawła w Przybyszewie